# 佐波波地祇神社
佐波波地祇神社（さわわちぎじんじゃ/さわわくにつかみじんじゃ）は茨城県北茨城市にある神社。常陸国多珂郡の式内小社であり、同市内に論社とされる二社が存在する。

## 佐波波地祇神社（北茨城市大津町）

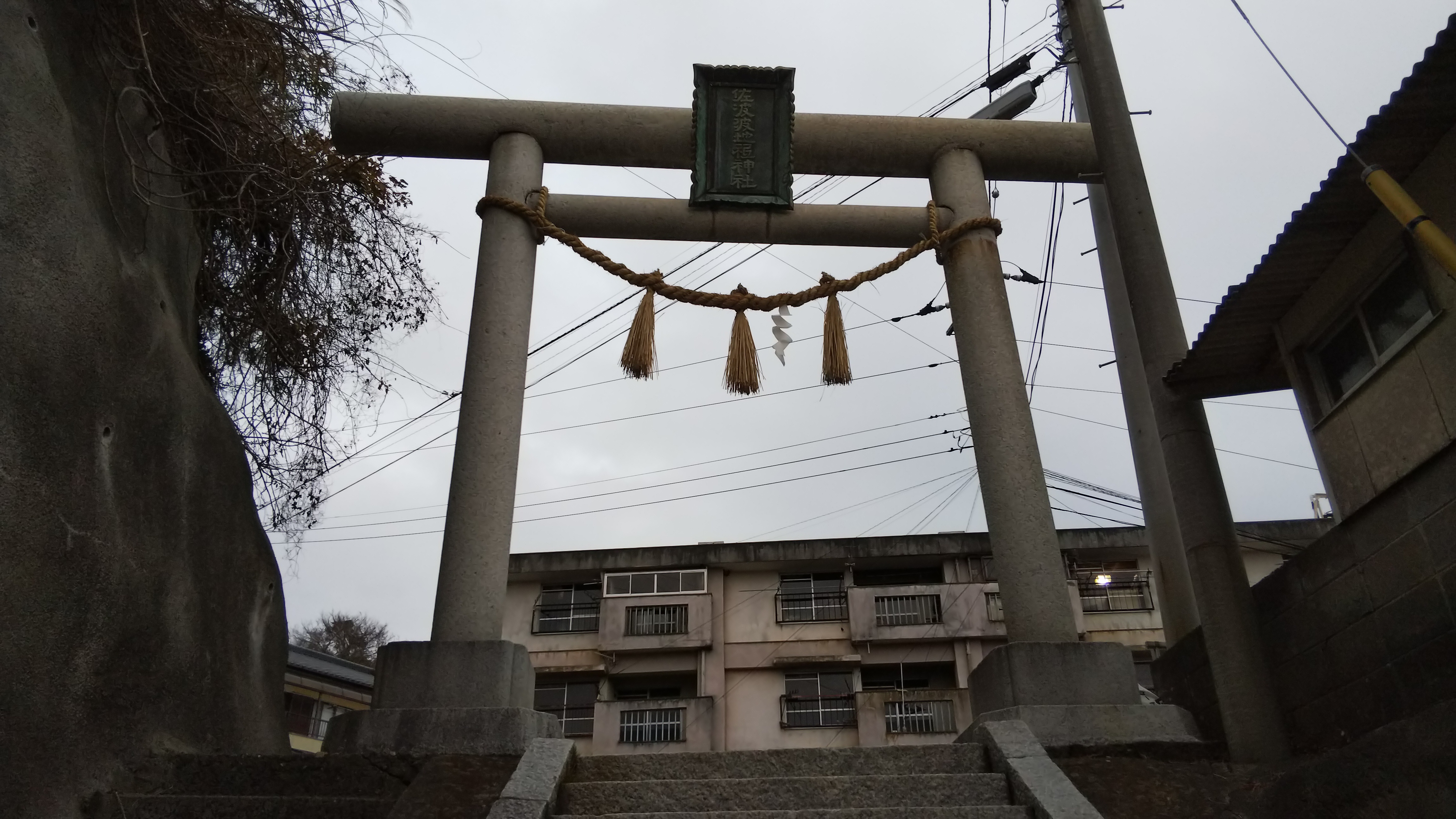
鳥居

### 概要
北茨城市大津町の唐帰山（からかいさん）に鎮座する。社伝によると、日本武尊が武将を率いて東征した際、この沖で逆波に漂うこと数日、ある夜に神が雲に乗って枕頭に立ち「吾ハ佐波波神也、今皇子ノ船ヲ守護センガタメ来レリ、直チニ順風ト為サン」と告げ、夢から醒めると、果たしてその通りになったので、幣を奉り、佐波波の山に崇祀したという。その後は海上交通の守護神として尊崇され、逆風に会い異国に漂っても大神の助けがあって帰ってきた例があったため「唐帰の宮」と称した。明治2年（1869年）に郷社に列し、同4年（1871年）に村社となるが、同13年（1880年）9月に再び郷社に復した。

### 祭神
天日方奇日方命を主祭神とし、大己貴命、事代主命、大物主命、姫蹈鞴五十鈴姫命、五十鈴依姫命を配祀する。

### 境内

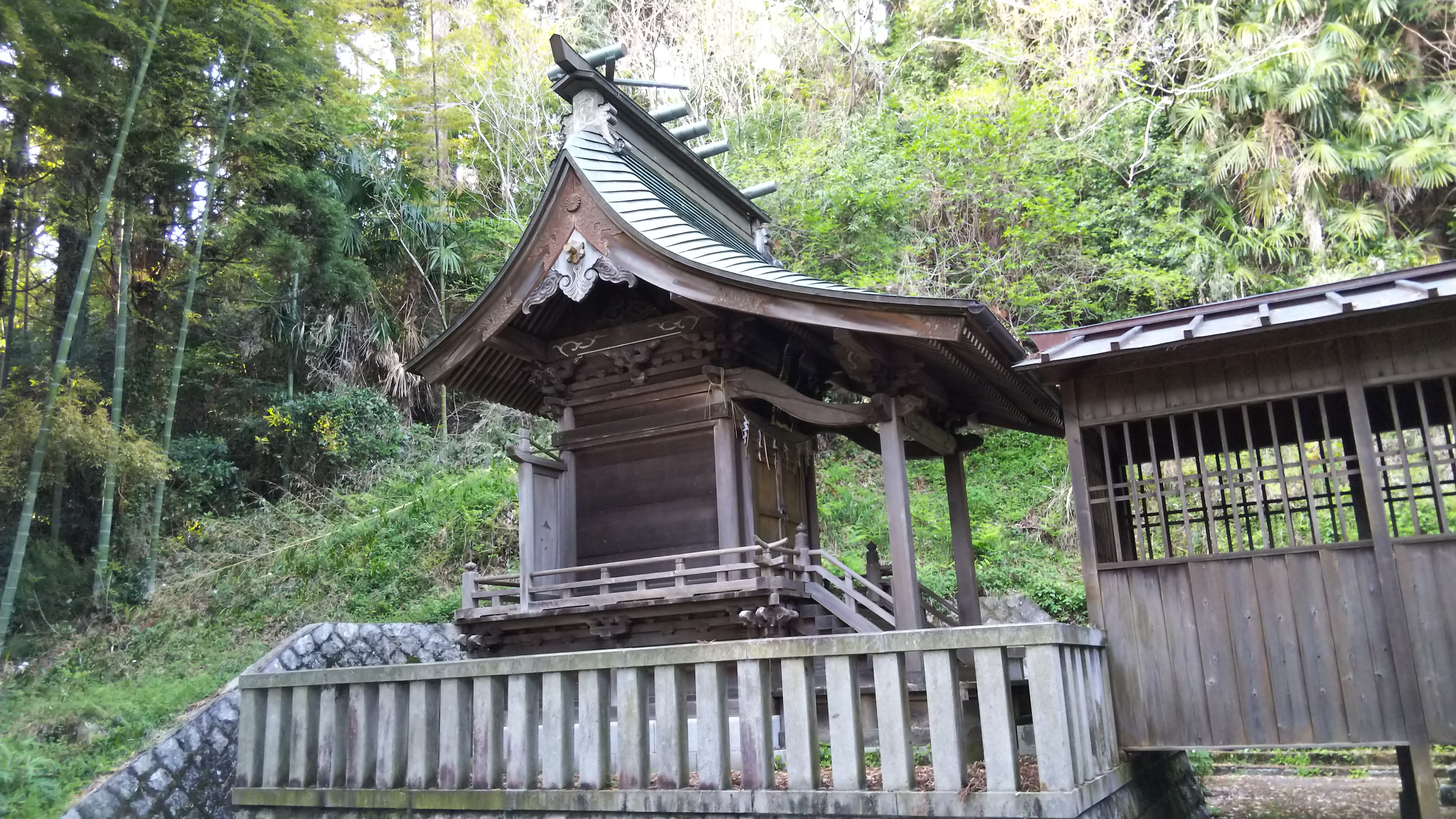
本殿
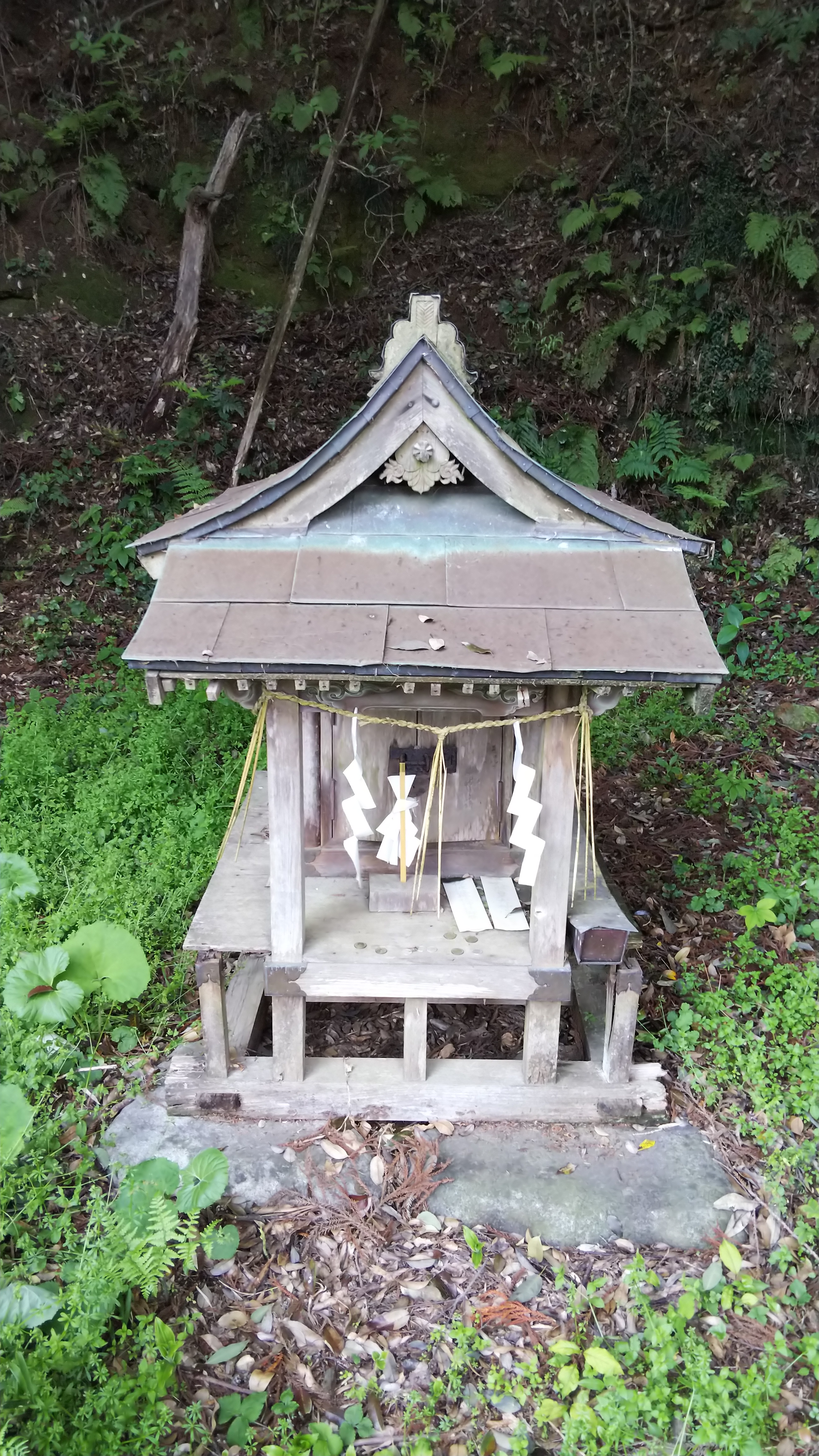
末社

本殿は流造正面軒唐破風銅葺で、享保12年（1727年）の建立。拝殿は明治11年（1878年）に造営された旧拝殿があったが、平成30年（2018年）に解体され、新拝殿が平成31年（2019年）に竣工した。

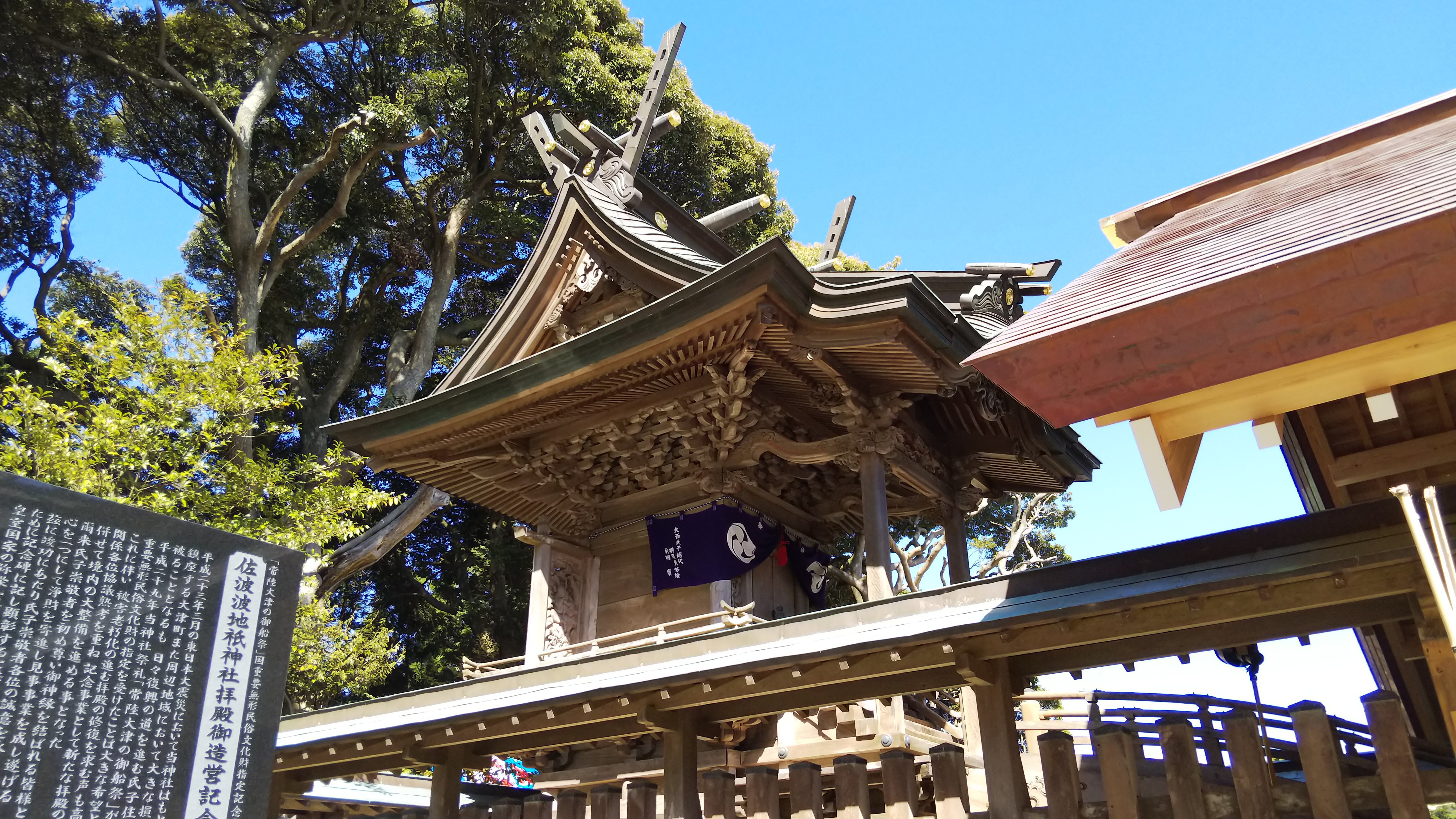
本殿
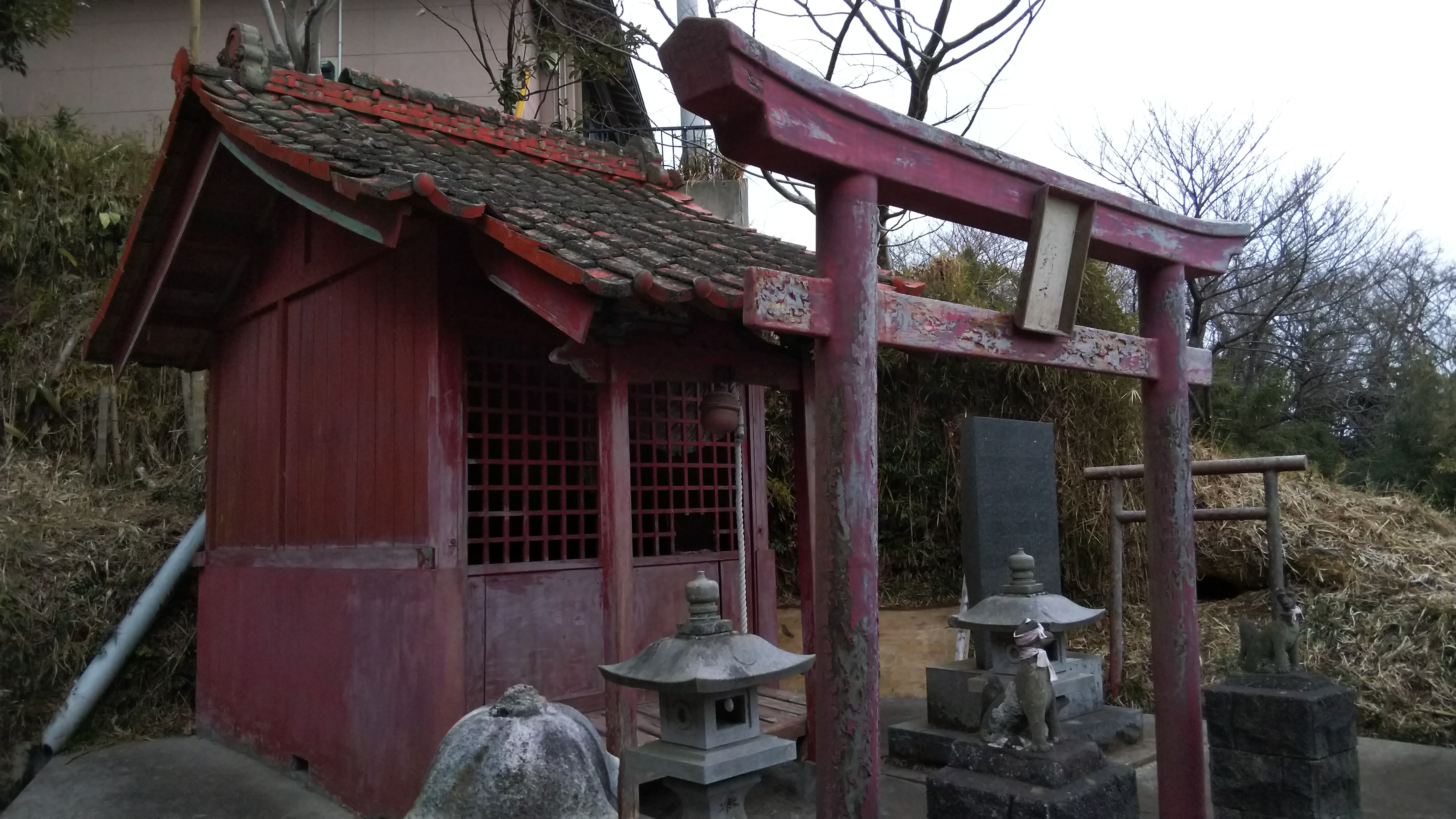
末社（稲荷神社）

### 御船祭
当社の春季例祭は、5年に1度御船祭と呼ばれる大祭が5月2日から3日にかけて催行される。平成29年（2017年）3月には「常陸大津の御船祭」として国の重要無形民俗文化財に指定された。

### 現地情報
所在地
- 茨城県北茨城市大津町1532

交通アクセス
- 東日本旅客鉄道（JR東日本）常磐線大津港駅から東へ徒歩30分。

## 佐波々地祇神社（北茨城市華川町上小津田）

### 概要
北茨城市華川町上小津田にある塩原山の中腹に鎮座している。社伝によると、日本武尊が東征の帰途にこの地を過ぎて佐波神を拝し、祀ったことを創祀とする。元は現社地の北西約4キロにある佐波山（上小津田字二田）に鎮座していたとされ、永禄12年（1569年）に塩原山の山上に遷座し、その後山腹の現社地に遷座したという。明治7年（1874年）5月郷社に列した。

### 祭神
天日方奇日方命を祀る。また祭神の別名を阿多都久志尼命とも多気佐波夜遅奴美命とも言い、「佐波」の名前はここから来るとも。

### 境内
- 本殿
- 末社

### 現地情報
- 茨城県北茨城市華川町上小津田1233